# François Laurent d'Arlandes

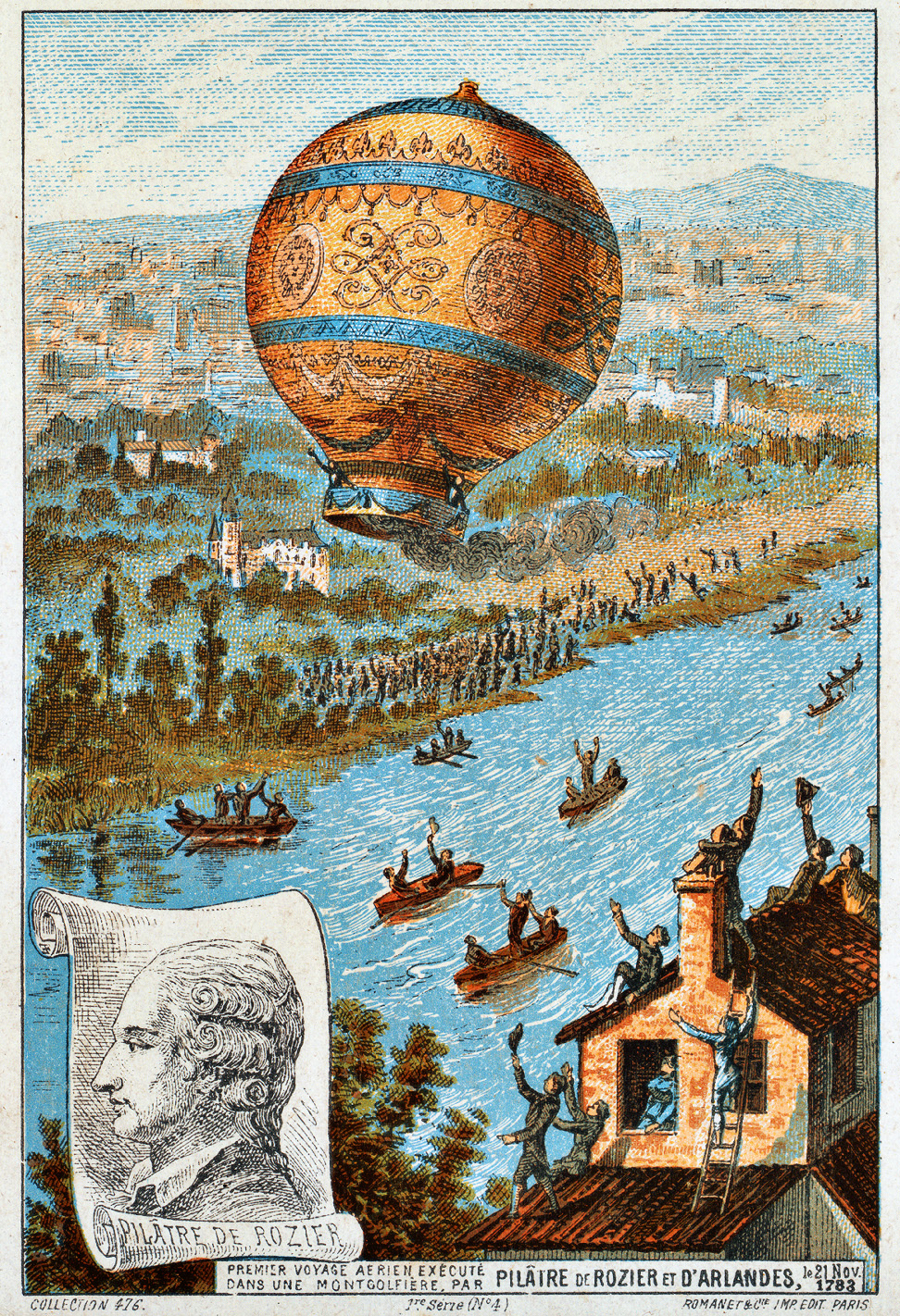
Vol du 21 novembre 1783 avec Jean-François Pilâtre de Rozier.

François Laurent, marquis d'Arlandes, né le 26 septembre 1742 au château de Saleton, à Anneyron, aujourd'hui dans la Drôme, et mort le 1er mai 1809 au même endroit, est l'un des deux premiers aéronautes français, avec Jean-François Pilâtre de Rozier. 
Le 21 novembre 1783 à Paris, ils effectuent leur premier vol non captif en montgolfière. Le compte-rendu de cet exploit est rédigé pour l'Académie des sciences par Benjamin Franklin.

## Biographie
François Laurent d'Arlandes est le frère aîné de Louis François d'Arlandes de Salton (1752-1793). Il rencontre Joseph Montgolfier au collège des Jésuites de Tournon. 
Comme son frère, il devient officier d'infanterie. Intrépide, il s'essaie au parachutisme depuis une tour. En 1782, il manque de mourir en sautant d'une carrière de Montmartre.
Bien informé de tout ce qui se passe dans la capitale, il parvient à se faire accepter dans l'équipe qui va voler pour la première fois en ballon et accompagne Pilâtre de Rozier, le 19 octobre 1783 lors de sa troisième ascension en ballon. Le 21 novembre, les deux aéronautes effectuent un voyage du château de la Muette jusqu'à la Butte-aux-Cailles à Paris, ce qui fait d'eux les premiers voyageurs aériens de l'histoire. Jules Verne retrace ses aventures dans sa nouvelle Un drame dans les airs. 
Sous la monarchie comme sous la République, son frère sert sous Custine. Quand celui-ci est traduit en justice, il comprend qu'un sort similaire lui est réservé et passe à l'ennemi. Il meurt peu après sous l'uniforme Prussien.
François Laurent survit à la Révolution. Ruiné, il meurt dans la misère en 1809 dans son château de Saleton, près d'Anneyron.
En 1999, son nom est donné à une rue dans le 17e arrondissement de Paris : rue du Marquis-d'Arlandes.